# Anholt havmøllepark
Anholt havmøllepark är en vindkraftspark väster om Anholt i Danmark. Anläggningen har en nominell kapacitet (maximal effekt) på 400 MW. Den var från då den byggdes och fram till 2019 (då Horns rev 3 invigdes)  den största vindkraftsparken i Danmark.
Initiativ till projektet togs i februari 2008 som en del av den danska regeringens energipolitiska överenskommelse. DONG Energy var ensamma om att lägga ett bud på projektet och fick därför licens att genomföra det 2010. Anläggningen kostade uppskattningsvis 10 miljarder danska kronor att bygga. Vid leveransen av de första 20 TWh el (ungefär 12–13 års produktion) får ägarna en feedin-tariff på 1,051 DKK/kWh. DONG Energy sålde i mars 2011 50% av parken till ett konsortium bestående av PensionDanmark (30%) och PKA (Pensionskassernes Administration, 20%) för 6 miljarder DKK.
Uppförandet av vindkraftsparken påbörjades officiellt den 13 januari 2012. Det första kraftverket färdigställdes den 3 september 2012 och anslöts till elnätet den 21 september. Vindkraftsparken var färdigställd i maj 2013. Parken producerade full effekt i juni 2013 och invigdes officiellt den 4 september 2013.
DONG gav Siemens Wind Power kontrakt på tillverkning av 111 stycken 3.6 MW vindkraftverk. De placerades på 14 meters djup. Tre transformatorer placerade på en plattform transformerar upp strömmen från 33 kV till 220 kV innan den leds vidare i en 25 kilometer lång havskabel med 3 ledare och en diameter på 26 cm. Strömmen transporteras därefter vidare på land med en 56 km lång ledning innan den ansluter till Danmarks stamnät i Trige nära Århus. Formen på parken är utformad för att maximera elproduktionen genom att ha så många vindkraftverk som möjligt längs kanterna och att så många som möjligt ska ha ohindrat vindflöde i den vanligast vindriktningen (från väst/sydväst). Denna placering väntas öka produktionen med 1,5% jämfört med ett rutmönster, vilket annars är det vanliga. Detta motsvarar ett värde under parkens livslängd på över 100 miljoner DKK.